# لويس رومان رولون
لويس رومان رولون (مواليد 13 يوليو 1968) هو ملاكم من بورتوريكو، مثّل بلاده في الألعاب الأولمبية الصيفية 1988.

## روابط خارجية
لويس رومان رولون على موقع بوكس ريك (الإنجليزية) (registration required)
- لويس رومان رولون على موقع أوليمبيديا (الإنجليزية)